# Sjumen
För andra betydelser, se Sjumen (olika betydelser).
Sjumen (bulgariska: Шумен) är en stad i Bulgarien med 75 837 invånare (2017) i själva staden och omkring 106 439 i hela kommunen. Staden ligger på östra sidan av Sjumen-platån, och är omgiven av berg på tre sidor. Sjumen är en industristad med lastbilstillverkning, kemisk industri, aluminium-, textil- och livsmedelsindustri, ett kulturcentrum med högskolor, teater, museer och biografer, samt en trafikknutpunkt för vägar och järnväg.
Sjumen är huvudort i regionen Sjumen.

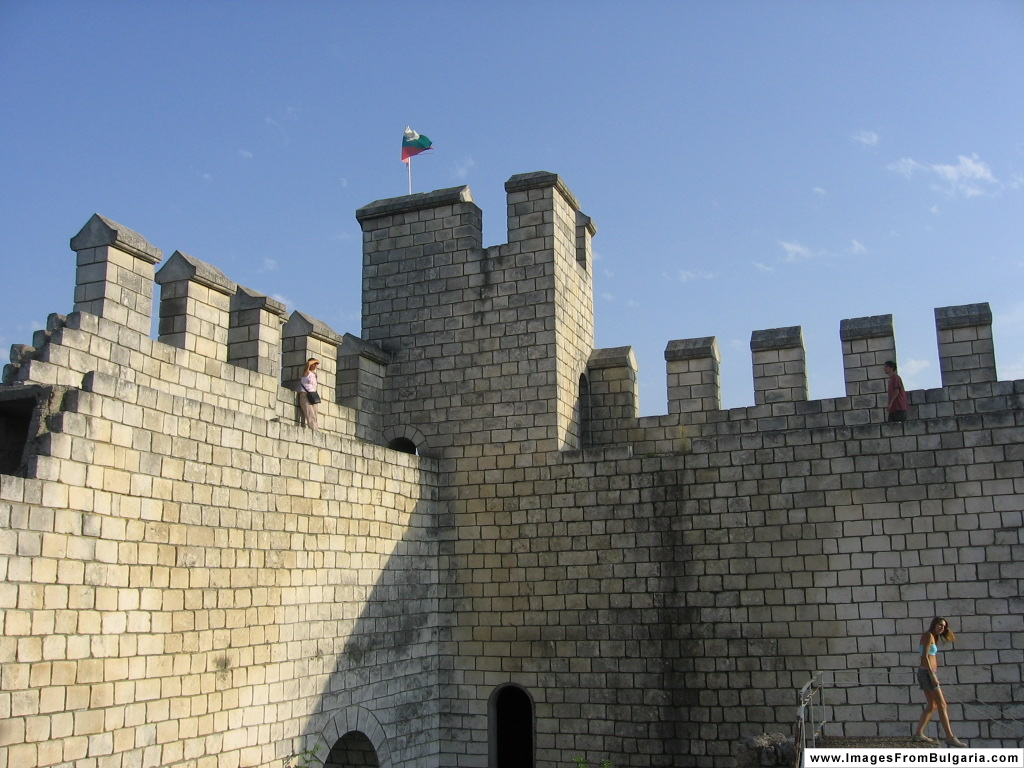
Sjumens fästning.

## Historia
Tre kilometer väster om det nuvarande Sjumen, på höjden Hisarlak, låg den gamla staden, som var en stark befästning i över 1500 år. Efter att den stormats 1444 under den polske kungen Wladyslaw III (1424-1444) övergavs den av Osmanska rikets trupper och staden Sjumen byggdes på dess nuvarande plats. 
Som säte för en stark garnison var Sjumen huvuddel av den befästa landsdelen Sjumen-Ruse-Silistra-Varna. 1849 till 1851 levde den ungerske frihetskämpen Lajos Kossuth (1802-1894) med ungefär  2000 ungerska och polska patrioter i exil i staden. 
Staden är födelseort för Panajot Volov (1847-1876) och andra företrädare för bulgariska renässansen, liksom för Vasil Kolarov (1877-1950), en nära medkämpe till Georgi Dimitrov (1882-1949). Statyer till deras ära finns i staden. 
Sevärdheter är "Tombul-moskén" från 1745, Bulgariens största moské, ett urtorn från 1740 och basaren från 1500-talet, samt i stadens närhet en skogspark och, på höjden, utgrävningarna av den gamla staden.